# Onofrio Russo
Onofrio Russo (* 29. Juli 1953 in Bormio) ist ein ehemaliger italienischer Autorennfahrer.

## Karriere als Rennfahrer
Onofrio Russo war in den 1980er- und 1990er-Jahren im Touren- und Sportwagensport aktiv. 1987 fuhr er einen Ford Sierra in der Tourenwagen-Europameisterschaft. Die beste Saisonplatzierung war der fünfte Gesamtrang beim 500-km-Rennen von Anderstorp. Teampartner war Tiziano Serratini. Das Rennen gewannen Winfried Vogt und Altfrid Heger im BMW M3.
1993 bestritt er gemeinsam mit Riccardo Agusta und Paolo Mondini auf einem Venturi 500LM das 24-Stunden-Rennen von Le Mans und beendete es als 23. der Gesamtwertung.

## Statistik

### Le-Mans-Ergebnisse
| Jahr | Team          | Fahrzeug      | Teamkollege     | Teamkollege   | Platzierung | Ausfallgrund |
| ---- | ------------- | ------------- | --------------- | ------------- | ----------- | ------------ |
| 1993 | Agusta Racing | Venturi 500LM | Riccardo Agusta | Paolo Mondini | Rang 23     |              |